# Bosnie-Herzégovine aux Jeux olympiques d'été de 2008
La Bosnie-Herzégovine participe aux Jeux olympiques d'été de 2008 à Pékin. Il s'agit de sa 5e participation à des Jeux d'été. Le porte-drapeau est le judoka Amel Mekić. 

## Athlétisme
- Lucia Kimani
- Hamza Alić

### Hommes
| Épreuve         | Athlète    | Séries   | Séries | Quarts de finale | Quarts de finale | Demi-finales | Demi-finales | Finale   | Finale |
| Épreuve         | Athlète    | Résultat | Rang   | Résultat         | Rang             | Résultat     | Rang         | Résultat | Rang   |
| --------------- | ---------- | -------- | ------ | ---------------- | ---------------- | ------------ | ------------ | -------- | ------ |
| Lancer du poids | Hamza Alić | 19,87m   | 8e     | -                | -                | -            | -            | -        | -      |

### Femmes
| Épreuve  | Athlète      | Séries   | Séries | Quarts de finale | Quarts de finale | Demi-finales | Demi-finales | Finale       | Finale |
| Épreuve  | Athlète      | Résultat | Rang   | Résultat         | Rang             | Résultat     | Rang         | Résultat     | Rang   |
| -------- | ------------ | -------- | ------ | ---------------- | ---------------- | ------------ | ------------ | ------------ | ------ |
| Marathon | Lucia Kimani | NC       | NC     | NC               | NC               | NC           | NC           | 2h 35 min 47 | 42e    |

## Judo
- Amel Mekić

## Tir
- Nedžad Fazlija

## Natation
- Nedim Nišić